# Peptone
Les peptones (anciennement albuminoses) sont les produits d'une réaction d'hydrolyse de produits alimentaires riches en protéines. Cette hydrolyse peut être chimique (hydrolyse acide) ou enzymatique.

## Production
On distingue trois types de matières premières protéiniques pour la fabrication des peptones :
- origine animale (organes divers comme le cœur, muscles striés squelettiques…) ;
- origine laitière (caséine acide, lactosérum…) ;
- origine végétale (soja, coton, maïs, fève, blé…) ;
- origine mycélienne (levure)

Outre l'origine des protéines, on peut séparer les peptones selon leur type d'hydrolyse : 
- hydrolyse chimique (typiquement par de l'acide chlorhydrique, ensuite neutralisé par de la soude) ;
- hydrolyse enzymatique, à l'aide d'enzymes protéolytiques, digestives (pepsine, trypsine, pancréatine...) ou non (papaïne...) ;
- autolyse pour les levures.

Des peptones sont produites naturellement au cours de la digestion, mais on ne les rencontre alors que dans l'estomac et l'intestin grêle.

## Caractéristiques
Le taux d'hydrolyse dépend des substrats, des agents hydrolysants et des conditions opératoires. Ces hydrolyses sont non contrôlées, aussi ces réactions produisent des espèces peptidiques dont les tailles varient de l'acide aminé seul jusqu'à des peptides de plusieurs dizaines d'acides aminés.
Les peptones sont stables à la chaleur et à l'acidité, ne précipitent pas les sulfates d'ammonium ou de magnésium, et sont très solubles dans l'eau.
Les peptones pepsiques sont généralement peu hydrolysés et contiennent donc une proportion importante de peptides de poids moléculaires élevés, alors que les peptones trypsiques ou papaïniques renferment au contraire beaucoup d'acides aminés libres et d'oligopeptides.
Les peptones pancréatiques sont le résultat de l'hydrolyse de protéines par du suc pancréatique, mélange de trypsine, lipase et amylase : en raison de cette dernière, ces peptones sont susceptibles de contenir des glucides fermentescibles si le substrat de départ contient des polyosides. Ils sont autrement proches des peptones trypsiques.
Les peptones papaïniques de soja sont des peptones d'origine entièrement végétale, riches en acides aminés libres et en vitamines, notamment vitamine B1.
La composition des peptones est très variable : 
- acides aminés ou oligopeptides
- parfois des glucides (glucose le plus souvent)
- des facteurs de croissance métaboliques, souvent appelés vitamines, en quantité très variables dépendant des produits utilisés pour la fabrication. Ces molécules organiques sont le plus souvent des précurseurs de coenzymes.
- des ions minéraux en quantité variable pouvant provenir notamment de l'hydroxyde de sodium ou de l'acide chlorhydrique ayant servi à neutraliser acide ou base utilisé pour l'hydrolyse.

Les peptones commercialisées sont souvent des mélanges de différentes peptones permettant d'ajuster les différents composants.

## Applications
Les applications industrielles des peptones sont multiples : milieux de culture pour la microbiologie, la cosmétique, l'agroalimentaire, la nutrition animale…
Elles apportent au milieu de culture des acides aminés, des peptides (source d'énergie, de carbone, d'azote) principalement, et des facteurs de croissance métaboliques (vitamines) en quantités et nature très variable. Notons que le NAD n'est jamais présent car il est détruit par l'autoclavage et les coenzymes héminiques rares. Les peptones ne contiennent pas de lipides.
Les peptones (numéro E 429) sont considérés comme des additifs alimentaires par le Codex Alimentarius et sont classés dans la catégorie des émulsifiants